# Mezoplaneta
Mezoplaneta je planetární těleso s rozměry menšími než Merkur, ale většími než Ceres. Termín poprvé použil spisovatel Isaac Asimov. Pokud se velikost definuje jako poloměr v oblasti rovníku, mezoplanety by měly mít přibližně 500 km až 2 500 km.

## Historie
Termín se poprvé objevil v eseji Isaaca Asimova „What's in a Name?“, která byla publikována koncem 80. let 20. století v Los Angeles Times a později znovu vydána v jeho knize Frontiers v roce 1990. Asimov pojem dále rozpracoval v eseji „The Incredible Shrinking Planet“, která se poprvé objevila v časopise The Magazine of Fantasy and Science Fiction a poté ve sbírce The Relativity of Wrong (1988).

Asimov poznamenal, že ve sluneční soustavě existuje mnoho planetárních těles (na rozdíl od Slunce a přirozených družic) a hranice mezi „hlavními planetami“ a planetkami nejsou jednoznačně definovány, ale spíše závisí na dohodnutých kritériích. Navrhl, že tělesa o velikosti mezi Merkurem a Ceres by měla tvořit samostatnou kategorii, kterou nazval „mezoplanety“. Podle Asimova byla Pluto v té době jedinou známou mezoplanetou.
... můj vlastní návrh je, aby se vše od Merkura nahoru nazývalo hlavními planetami; vše od Ceres dolů planetkami; a vše mezi Merkurem a Ceres mezoplanetami (z řeckého slova pro „střední“). V současnosti je Pluto jedinou známou mezoplanetou. — I. Asimov (1988)
Dnes by mezi mezoplanety patřila tělesa jako Pluto, Eris, Haumea, Makemake, Gonggong, Quaoar, pravděpodobně Sedna a možná Orcus.

## Příklady mezoplanet
- Pluto
- Eris
- Haumea
- Makemake
- Gonggong
- Quaoar
- Sedna
- Orcus